# Laboa
Laboa es un despoblado español del municipio de Lizoáin-Arriasgoiti, perteneciente a la Comunidad Foral de Navarra.

## Historia
Hacia mediados del siglo XIX, el lugar, ya por entonces perteneciente a Lizoáin, tenía contabilizada una población de 16 habitantes. Aparece descrito en el décimo volumen del Diccionario geográfico-estadístico-histórico de España y sus posesiones de Ultramar de Pascual Madoz con las siguientes palabras:

LABOA: l. del ayunt. y valle de Lizoain, prov. y c. g. de Navarra, aud. terr. y dióc. de Pamplona (3 1/2 leg.), part. jud. de Aoiz (2): sit. en llano á la falda del monte pinar de su nombre é izq. del r. Erro, clima frio: tiene 2 casas con medianas comodidades, igl. parr. (San Martin), aneja en la actualidad de Zalba, y cementerio. El térm. se estiende 1/4 leg. de N. á S. y 1/4 y 1/2 de E. á O., y confina N. Leyun é Iloz; E. Zalba; S. Ozcariz, y O. Redin. El terreno es secano y de mediana calidad, le cruza un arroyo de cuyas aguas se surten los vec. para sus usos domésticos, y el cual se confunde luego en el r. Erro. caminos: locales y en mal estado. El correo se recibe de Pamplona por balijero de Urroz. prod.: trigo, avena, garbanzos y algo de vino: cria ganado lanar, vacuno y caballar, y caza de perdices. pobl.: 2 vec. 16 alm. riqueza con el valle (V.).
(Madoz, 1847, p. 11)

En 2022, no tenía empadronado ningún habitante.